# Wilhelm Römer (Jurist)

Wilhelm Römer

Wilhelm Römer (* 12. Juli 1900 in Hagen; † 10. April 1962 in Krefeld) war ein deutscher Politiker (NSDAP) und Rechtsanwalt.

## Leben
Römer besuchte die Volksschule von 1906 an und anschließend das 2. städtische Gymnasium in Hagen bis 1918. Danach erfolgte die Einberufung zum deutschen Heer. Vom Mai bis Ende Dezember 1919 gehörte er dem Westfälischen Freikorps Lichtschlag an. Im Jahr 1920 nahm er am Kampf gegen den Ruhraufstand im Verband der Akademischen Wehr Münster teil. Danach ging er von Mai bis Juni 1921 nach Oberschlesien und beteiligte sich in einem Freikorps an den dortigen Kämpfen (siehe Aufstände in Oberschlesien).
Im Jahre 1923 nahm er am passiven Widerstand gegen die französische Ruhrbesetzung unter dem Kommando von Hauptmann a. D. von Pfeffer teil. In den bisherigen Jahren seit 1919 besuchte er mehrere Universitäten in Münster, Erlangen, Innsbruck und Jena und studierte Rechtswissenschaften. Im November 1924 bestand er die Prüfung zum Referendar. Im März 1928 erlangte er die Promotion zum Dr. jur., um sechs Monate später die Prüfung zum Assessor abzulegen. Im gleichen Jahr betätigte er sich in Hagen als Notar und Rechtsanwalt, zum 1. September 1929 trat er der NSDAP bei (Mitgliedsnummer 150.564).
Nach 1933 startet die Karriere von Römer. Ab März 1933 bis 1945 gehörte er der Stadtverordnetenversammlung der Stadt Hagen an. Im gleichen Jahr wurde er deren Vorstand und übernahm darüber hinaus die Position eines Gauführers im Bund Nationalsozialistischer Deutscher Juristen (BNSDJ) im Gau beim Oberlandesgericht Hamm, wobei er in der zugeordneten Anwaltskammer auch den Vorsitz im Vorstand einnahm. Gleichzeitig war er unter Walter Raeke Mitglied des Reichsfachgruppenrates des Bundes Nationalsozialistischer Deutscher Juristen und fungierte als der Mitherausgeber der Juristischen Wochenschrift. Seit 1933 gehörte er auch dem Landtag in Preußen an. Vom November 1933 bis 1936 war er Mitglied der NSDAP-Fraktion im Reichstag für den Wahlkreis 18 Westfalen-Süd. 
Den Posten eines Gauführers nahm er sowohl im BNSDJ im Bezirk des Oberlandesgerichts Hamm als auch für den Gau Ausland ein. Für den Bereich des Gaus Westfalen-Süd wurde er auch Gaurechtsstellenleiter der NSDAP. Auch betätigte er sich als Mitarbeiter bei nationalsozialistischen Zeitungen. In der ersten Hälfte des Jahres 1935 erhielt er den Auftrag, in Paris bei der deutschen Botschaft und dem deutschen Konsulat verschiedene geheimdienstliche Aufgaben wahrzunehmen. Als Gauführer für den Gau Ausland nahm er dort Kontakte zu französischen Juristen und Juristenvereinigungen auf. Angeblich im Auftrag der Gestapo führte er unter dem Decknamen Ludwig Geheimverhandlungen im Hotel Jena mit Vertretern von französischen antisemitischen Vereinigungen. In diesem Zusammenhang soll er die Geheimakten der deutschen Botschaft ausgewertet haben.
Im Jahre 1935 wurde er Preußischer Provinzialrat der Provinz Westfalen, ihm wurde aber 1942 dieser Titel im Zuge einer Suspendierung aberkannt. Am 30. Januar 1938 erhielt er das Goldene Parteiabzeichen der NSDAP verliehen.